# Otto Kloeppel
Otto Ferdinand Julius Kloeppel (ur. 10 października 1873 w Kolonii, zm. 23 stycznia 1942 w Gdańsku) – niemiecki architekt, nauczyciel akademicki, rektor Wyższej Szkoły Technicznej Wolnego Miasta Gdańska (Technische Hochschule der Freien Stadt Danzig) (1926–1927), konserwator i miłośnik zabytków.

## Życiorys
Absolwent Szkoły Tomasza w Lipsku (Thomasschule zu Leipzig) (1892). Student architektury i budownictwa w Charlottenburgu, Berlinie, Monachium i Karlsruhe – studia ukończył w 1897. W 1896 otrzymał tytuł zawodowy kierownika budów (niem. Bauführer). Pracownik urzędu budowlanego w Andernass. Zatrudniony przy wznoszeniu gmachu Prezydium Policji w Gdańsku (1902–1905), za co został uhonorowany orderem koronnym (niem. Kronenorden) IV klasy, a następnie przy realizacji podobnego budynku w podberlińskim Charlottenburgu (1906–1910). Pracował w charakterze urzędnika w ministerstwie robót publicznych w Berlinie.
Od 1912 profesor konstrukcji, urbanistyki i osadnictwa Królewskiej Wyższej Szkoły Technicznej w Gdańsku (Königliche Technische Hochschule zu Danzig), która następnie w latach 1918–1921 nosiła nazwę Wyższej Szkoły Technicznej w Gdańsku (Technische Hochschule in Danzig), w okresie 1921–1939 Wyższej Szkoły Technicznej Wolnego Miasta Gdańska (Technische Hochschule der Freien Stadt Danzig). W latach 1926–1927 był jej rektorem. Na jego zajęcia uczęszczała m.in. Miriam Braude.
Brał udział w stopniu kapitana piechoty w działaniach I wojny światowej, za co został dwukrotne odznaczony Krzyżem Żelaznym (II klasy i I klasy) oraz otrzymał dwa ordery saskie: krzyż rycerski I klasy orderu Albrechta z mieczami i koroną i krzyż rycerski św. Henryka.
Zaprojektował samodzielnie, bądź przy współpracy innych architektów kilka obiektów i zespołów architektonicznych, m.in. siedzibę sopockiego Grand Hotelu, zespołu mieszkalnego w okolicy obecnej ul. Kościuszki, przebudowę i modernizację teatru przy Targu Węglowym (obecnie Teatr Wybrzeże). Pełnił rolę miejskiego konserwatora zabytków architektury, m.in. walczył z ideą zastąpienia historycznej zabudowy ul. Długiej modnymi w latach XX-lecia międzywojennego modernistycznymi, betonowymi budynkami („pudełkami”). Od zniszczenia uratował też renesansowe miejskie bramy: Nizinną i Żuławską. Pod jego kierownictwem studenci przeprowadzili pierwszą inwentaryzację gdańskich zabytków. W 1933 otrzymał zlecenie opracowania sposobów konserwacji fasad gdańskich kamieniczek, czego efektem było przywrócenie historycznego wyglądu kilkudziesięciu obiektom. W latach 1933–1935 kontynuował nadzór nad remontem Kościoła Mariackiego. Na emeryturę przeszedł w 1938.

## Publikacje
- Otto Kloeppel: Friderizianisches Barock. 1908. (niem.). Brak numerów stron w książce
- Otto Kloeppel: Danzig und seine Bauten. Westpreussischer Architekten- und Ingenieur-Verein/W. Ernst & Sohn, 1908. (niem.). Brak numerów stron w książce
- Otto Kloeppel: Danzig am Scheidewege (1628—1928). Gdańsk: Stilke, 1928. (niem.). Brak numerów stron w książce
- Otto Kloeppel: Die Marienkirche in Danzig und Das Hüttengeheimnis vom Gerechten Steinmetzengrund. Gdańsk: Kafemann, 1935. (niem.). Brak numerów stron w książce
- Otto Kloeppel: Das Stadtbild von Danzig in den drei Jahrhunderten seiner großen Geschichte. Gdańsk: Kafemann, 1937. (niem.). Brak numerów stron w książce